# Familia Turbay
La Familia Turbay o los Turbay son una familia colombiana de origen libanés que tienen un notable impacto en la política, los negocios y el periodismo de Colombia. Sus orígenes se remontan al pueblo de Tannurin, en el Líbano, a raíz de la persecución religiosa y problemas económicos, deciden viajar a Colombia a finales del siglo XIX. Sumándose a otras familias de origen árabe que migraron a Colombia como los Char, los Khouri, los Malik y los Haddad. Estos desplazamientos formaron parte de la migración masiva de libaneses a Colombia.
La familia tiene cuatro ramas principales en el paísː los de Bogotá, descendientes de Antum Bey Turbay; los de Santander, descendientes de Juan Turbay; los de Florencia, descendientes de Abbas Turbay; y los de El Carmen de Bolívar. Tuvieron en común su vinculación con el Partido Liberal Colombiano, en sus diferentes vertientes, aunque posteriormente sus descendientes se vincularon a otros movimientos como el Nuevo Liberalismo y en reciente época a movimientos de derecha, como el Centro Democrático. Entre sus miembros destacan un expresidente del país, y varios políticos, empresarios y periodistas.
| Imagen | Información                          | Inicio              | Final               |
| ------ | ------------------------------------ | ------------------- | ------------------- |
|        | Julio César Turbay Ayala (1916-2005) | 7 de agosto de 1978 | 7 de agosto de 1982 |

## Ramas

### Los Turbay de Bogotá

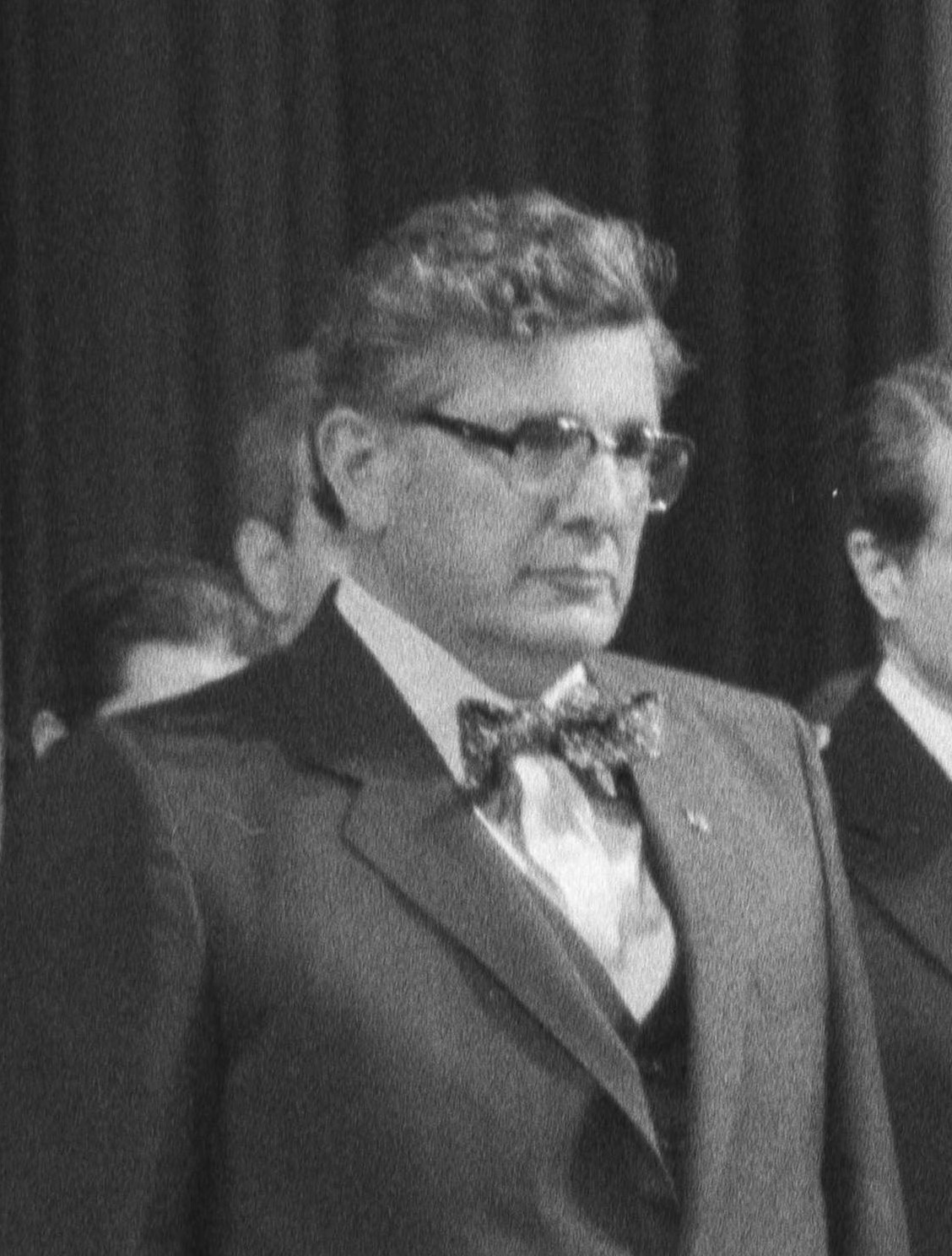
Julio César Turbay, de la rama bogotana, el más famoso de los Turbay en Colombia y el mundo. Fue presidente del país entre 1978 a 1982

- Antum Bey Turbay, noble libanés, bey de Tannurin.[6]
- Antonio Amín Turbay (siglo XIX - 1948) noble y comerciante, sheik de Tannurin. Nieto de Antum Turbay. Emigró a Colombia en 1880, donde logró amasar fortuna y hacerse con poderosas amistades.[6]

- Julio César Turbay I (1916 - 2005), nacido Julio César Turbay Ayala, político y diplomático colombiano, hijo del jeque Amín Turbay. Fue presidente de Colombia por el Partido Liberal entre 1978 y 1982. Su hermano fue el abogado Aníbal Turbay Ayala.[7]
- Nydia Quintero Turbay (1931-2025), política y filántropa colombiana, sobrina del político Julio César Turbay, con quien se casó en 1948 y de quien se divorció en 1983. Primera dama de la nación entre 1978 y 1982. Fundadora de la fundación Solidaridad por Colombia.[8]
- Julio César Turbay II (n. 1949), nacido Julio César Turbay Quintero, político e hijo mayor de Julio César Turbay I y Nydia Quintero. Fue contralor de Colombia entre el 2005 y el 2009 y varias veces congresista.
- Diana Turbay Quintero (1950-1991), periodista y primera asistente presidencial de Colombia.
- Jorge Géchem Turbay (n. 1951), político colombiano. Emparentado con Julio César Turbay. Siendo congresista fue secuestrado por las FARC.[9][10]
- Claudia Turbay Quintero (n. 1952), periodista y diplomática colombiana.
- Paola Turbay (n. 1970), presentadora, actriz y reina de belleza colombo estadounidense. Hija de Gabriel Turbay Bernal,[11] sobrina del empresario y expareja de la presentadora Virginia Vallejo, Aníbal Turbay Bernal, ambos hijos de Aníbal Turbay Ayala.
- Juan Gabriel Turbay (n. 1973), músico colombiano. Formó parte de la banda de rock Poligamia junto a Andrés Cepeda, Fredy Camelo, Gustavo Gordillo y César López.
- Julio César Turbay III (n. 1975), nacido Julio César Turbay Noguera, hijo de Julio César Turbay II con su esposa María Josefina Noguera Vidales.[12] Candidato al congreso en 2022 por el Partido Liberal.[13][14][15][16]

- Miguel Uribe Turbay (1986-2025), político y abogado colombiano, hijo de Diana Turbay y Miguel Uribe Londoño. Congresista por el Centro Democrático.[17][18]
- Matías Turbay Rodríguez, abogado y político especialista en gobierno, hijo de Julio César Turbay II y nieto del expresidente Julio César Turbay.

### Los Turbay de los Santanderes

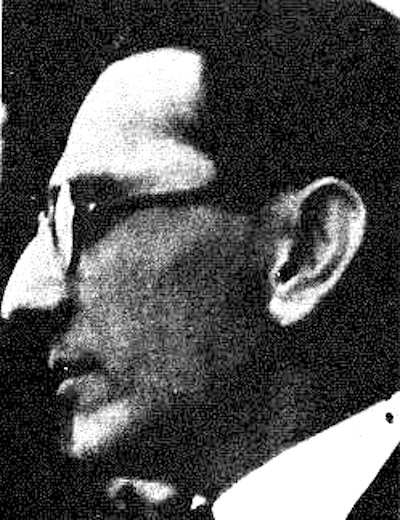
Gabriel Turbay, de la rama de Santander. Fue candidato a la presidencia en 1946

- Gabriel Turbay Abunader (1901-1947), hijo del inmigrante Juan Turbay, político y periodista colombiano. Candidato a la presidencia de Colombia en 1946.[19]

### Los Turbay de Caquetá

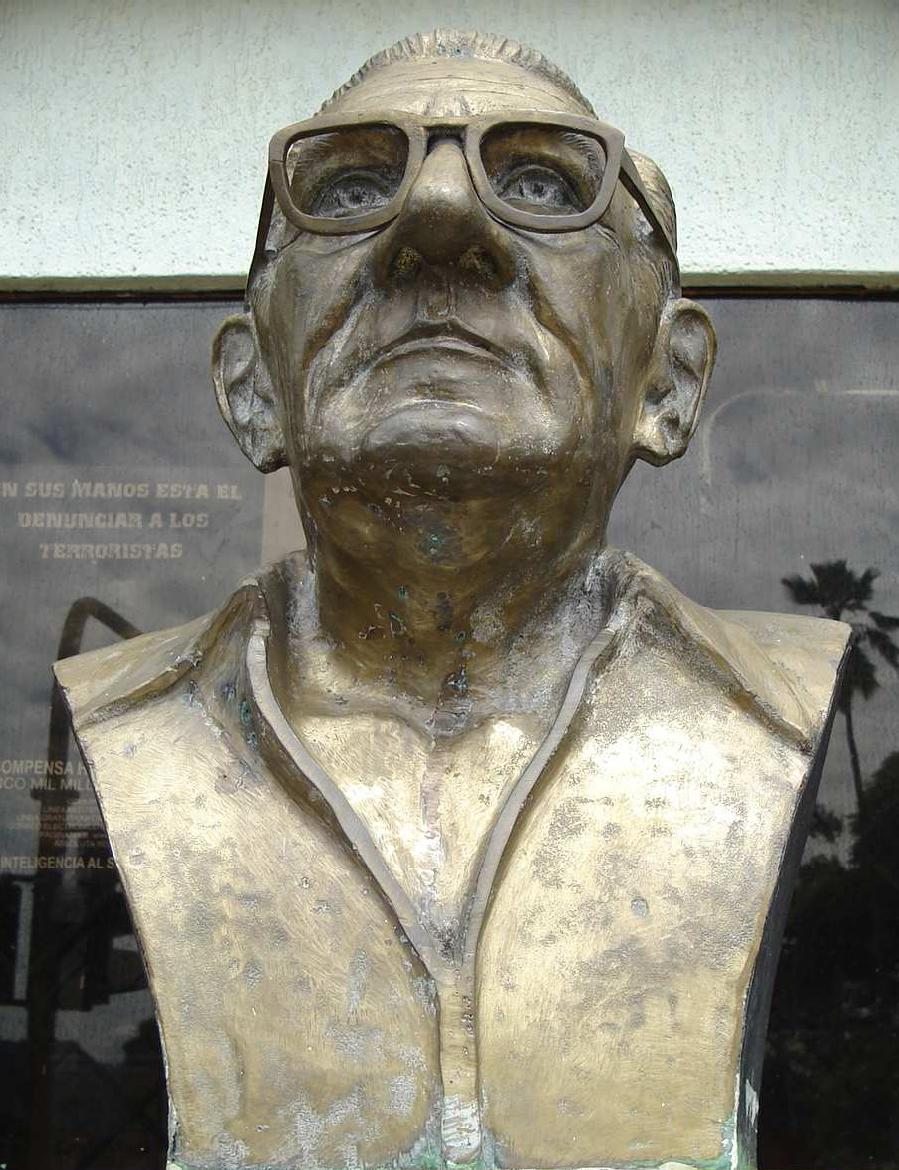
Busto de Luis Hernando Turbay, en Florencia, Caquetá

- Abbas Turbay, libanés que llegó en la década de 1940 y fundó el centro poblado Guacamayas, de San Vicente del Caguán.[20]
- Luis Hernando Turbay Turbay, (1930-1990), Empezó en la política en 1960 como intendente del Caquetá, fue alcalde de San Vicente del Caguán, desde 1968 ocupó una curul en la Cámara de Representantes y a partir de 1982 senador de la República.[21]
- Rodrigo Turbay Cote, (1958-1997), abogado de la Universidad Libre, secuestrado por las Farc en Caquetá, muere en cautiverio el 5 de abril de 1997.[22]
- Diego Turbay Cote, (1967-2000), economista, tras la muerte de su hermano se lanza a la política en 1997, representante a la Cámara en 1998, asesinado por las Farc junto a su madre siendo presidente de la Comisión de Paz de la Cámara.[23]

### Los Turbay de El Carmen de Bolívar

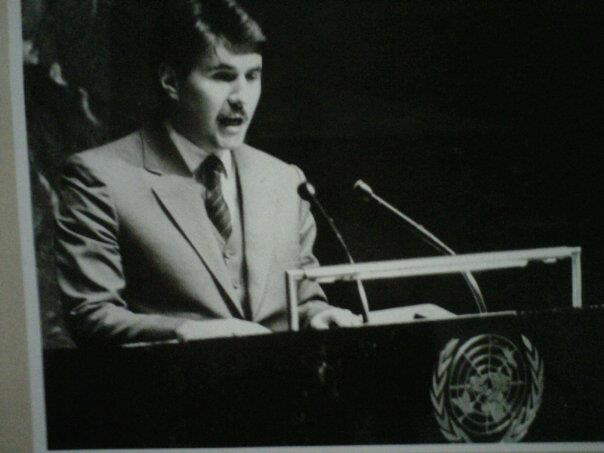
David Turbay Turbay

- David Turbay Turbay, (n. 1952) fue concejal de El Carmen de Bolívar, diputado de Bolívar, representante a la Cámara de Representantes por Bolívar, representante del Presidente de la República ante la Comisión de Derechos Humanos del Caribe Colombiano, miembro del Comité Nacional de Cafeteros, Gobernador de Bolívar, senador de la República, embajador de Colombia ante la ONU, en Egipto y Jordania, Contralor General de la República para el periodo 1994-1998. Además fue precandidato presidencial por el Partido Liberal para las elecciones presidenciales de Colombia de 1994.
- Dumek Turbay Paz, (n. 1971) es un abogado especialista en Derecho Público. Fue gobernador de Bolívar y alcalde de Cartagena de Indias por elección popular. Fue concejal de El Carmen de Bolívar, y Inspector de Policía en Cartagena, secretario de Gobierno, secretario del Interior y Convivencia, creador y director de Distriseguridad, gestor y mánager general del Real Cartagena y director del instituto de deportes de Bolívar.
- Lidio García Turbay, (n. 1971) es un político colombiano y cantante. Se desempeñó como representante a la Cámara entre 2006 y 2010, fue vicepresidente de dicha corporación. Ingresó al Senado el 4 de noviembre de 2010. Ostenta el cargo de Presidente del Senado de la República en dos periodos no consecutivos entre 2019-2020 y 2025-2026.